# Guaiacum sanctum
Espèce
Classification phylogénétique
Statut de conservation UICN

 NT  : Quasi menacé
Statut CITES
Guaiacum sanctum est une espèce de plantes à fleurs de la famille des Zygophyllaceae. C'est un arbre originaire des forêts tropicales d'Amérique centrale. C'est un des bois de fer.
Il tire son nom du fait qu'il produit un des bois les plus durs du monde, c'est l'une des rares essences de bois qui ne flotte pas dans l'eau. Le cœur du bois est clairement vert ou vert olive et devient très foncé ou même noir après une longue exposition à l'air.
Ce bois unique autolubrifiant connaît son utilisation la plus importante et la plus appropriée dans la construction des blocs de fourrure métalliques qui entourent les tuyaux d'hélices des bateaux à vapeur et des sous-marins. Il était largement utilisé comme moyeu pour les moulins et est utilisé pour la réalisation des boules de boulingrin.
La surexploitation a conduit à une réduction dangereuse de ses populations sauvages et l'espèce est placée dans la liste CITES.
Ce gaïac ou lignum vitae est l'arbre national des Bahamas

## Synonyme
- Guaiacum guatemalense Planch. ex Rydb.